# 松葉沙矢佳
松葉 沙矢佳（まつば さやか、1983年11月6日 -  ）は、日本のフリーアナウンサーである。元・富山テレビ放送契約アナウンサー、元・NHK大阪放送局契約キャスター。
現在は、出身地の関西を中心にフリーアナウンサーとして活動するかたわら、株式会社フルハウス代表取締役社長も務める。

## 人物・経歴
- 身長158センチメートル。
- 笑うと出来る両えくぼが大変キュートで印象的。
- 「AMラジオと両親に育てられた」とプロフィールで公言するほど、子どもの頃からラジオ番組を愛聴。甲南大学に進学後は、大阪のアナウンス養成学校生田教室で、アナウンスの研鑽を積んでいた。また、ニューヨークへの語学留学も経験している。
- 大学卒業後の2007年4月に、契約アナウンサーとして富山テレビ放送へ入社。同社では、アナウンサーとしての業務にとどまらず、記者やディレクターとしても活動していた。契約期間の満了によって2010年2月に退社してからは、地元・関西に戻って、同年4月から2013年3月までNHK大阪放送局との契約で『ニューステラス関西』（同局で平日の夕方に放送中のニュース番組）のサブキャスターを務めた。
- フリーアナウンサーとしては、株式会社大阪テレビタレントビューローに所属。NHK大阪との契約満了後に『もうすぐ夜明けABC』（ABCラジオ）のスタッフを務めた縁で、2013年10月5日から2017年10月1日まで土曜深夜（＝日曜早朝）放送分の最終パーソナリティを担当した。その一方で、株式会社フルハウスを設立する前から、大阪の女性専用アナウンサースクール「Beスクール」で「アナウンサーメイク兼進路アドバイザー」を務めている。
- 2013年に宅地建物取引士（当時は宅地建物取引主任者）の資格を取得。

## 担当番組

### 過去
富山テレビ時代
- Youドキッ!たいむ - お天気キャスター
- BBTスペシャル - リポーター
- スーパーニュース - お天気キャスター
- いい生活 - 進行

NHK大阪時代
- ニューステラス関西 - サブキャスター（NHK大阪、2010年3月29日から2013年3月29日）
- お元気ですか日本列島 - 「各地のニュース・話題（関西）」（2010年4月12日から2013年2月25日の番組終了）

フリー転身後
- イチオシ!2泊3日の旅 - （BS日テレ）
- KISS レイテストニュース＆ウエザー - （Kiss FM）
- 松葉沙矢佳のさわやかさやか - （ABCラジオ）
- 2時コレ!しっとぉ!? - リポーター（サンテレビ）
- ABCフレッシュアップベースボール - 火・水曜スタジオ担当（ABCラジオ、2014年度 - 2016年度）
- もうすぐ夜明けABC - 土曜深夜＝日曜早朝パーソナリティ（ABCラジオ、2013年10月5日から2017年10月1日 ）
- デイリーニュース - （J:COMチャンネル大阪セントラル・大阪・北河内、2016年度から2019年3月）
- [デイリーニュース7DAYS] - （J:COMチャンネル関西全局、2016年度から）
- 寺谷一紀とい・しょく・じゅう - （ラジオ関西、2015年度から）